# 卡梅尼察

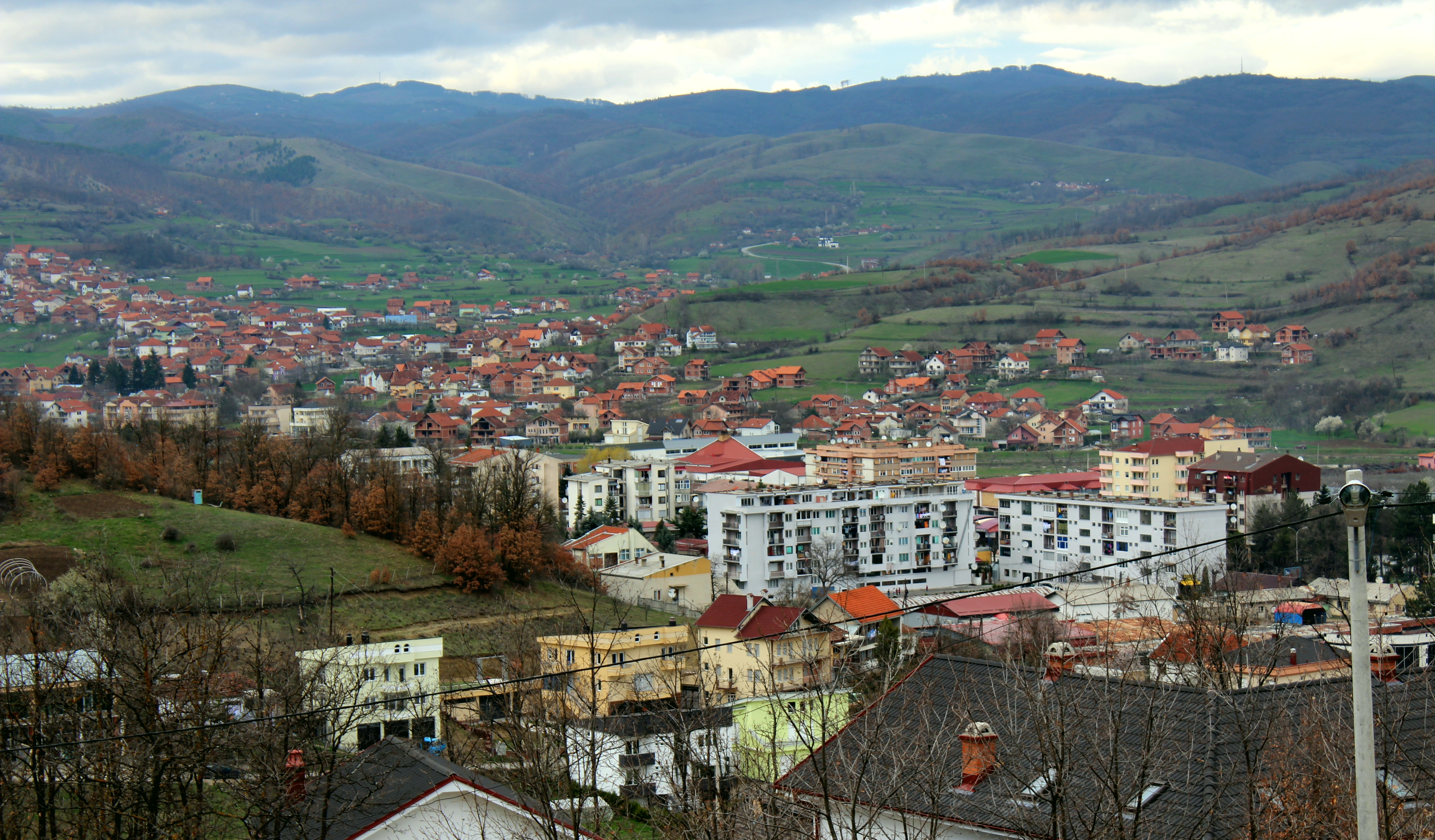
卡梅尼察全景图

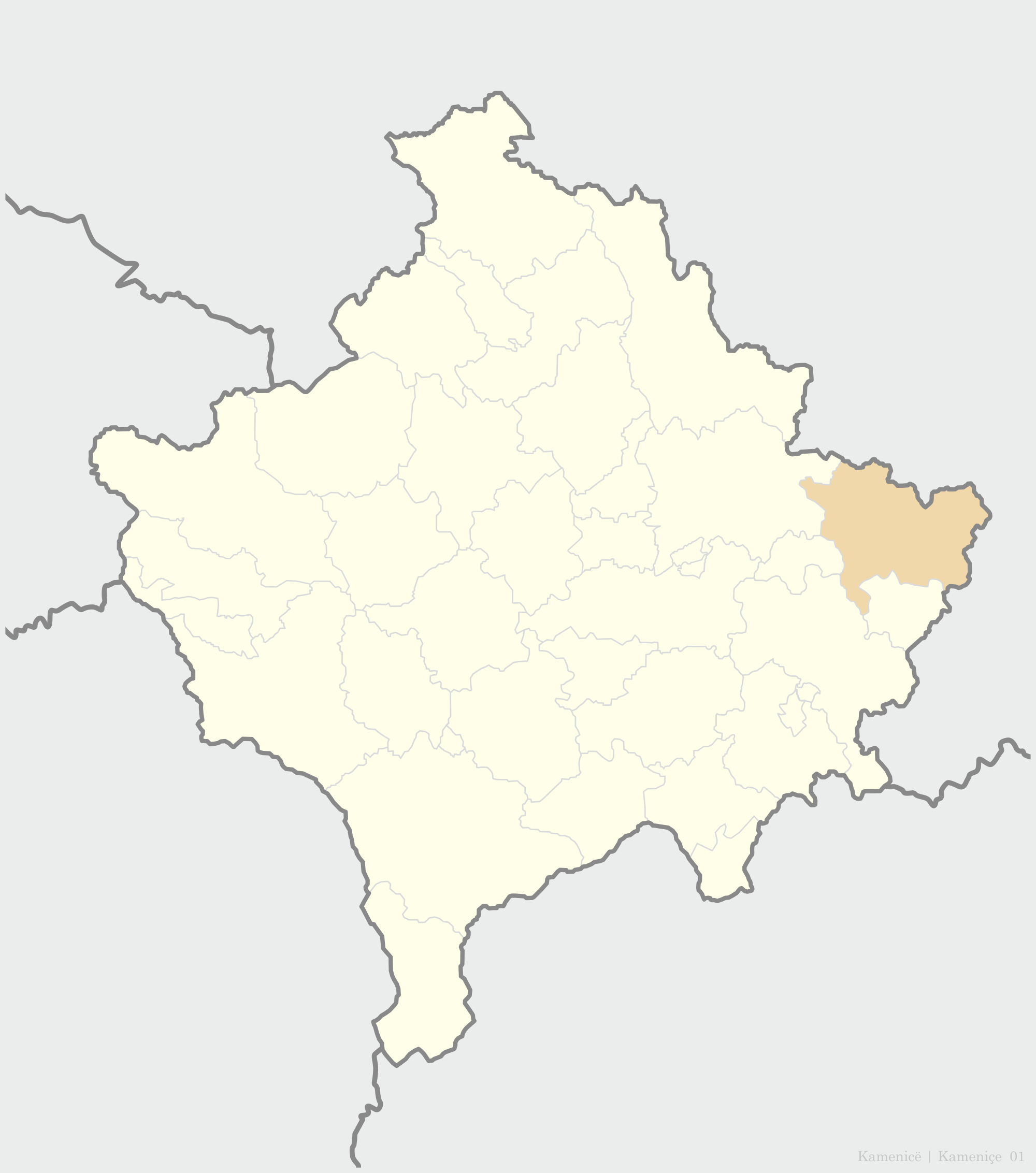
卡梅尼察市镇在科索沃的位置

卡梅尼察（羅馬化：Kosovska Kamenica），是科索沃格尼拉內區卡梅尼察市镇内的城鎮及行政中心，位於該國東部。整个市镇面積423平方公里，海拔高度470米。2011年人口普查时城镇人口数量为7,331人，而整个市镇的人口数量则为36,719人。